# Mestersvig

Lägeskarta

Mestersvig eller Station Mestersvig (danska: Mestersvig) är en militärstation med flygfält och ligger inom Grönlands nationalpark i nordöstra Grönland. Stationen är en bas för Siriuspatrullen.

## Geografi
Stationen ligger i den östra delen av Kung Christian X:s Land cirka 2 km inåt land på den mellersta delen av halvön Scoresby Land vid viken Mesters Vig i Kong Oscar Fjord vid Grönlandshavet  och cirka 200 km nordväst om orten Ittoqqortoormiit.

## Stationen
Mestersvig bemannas året runt av endast 2 personal  ur Siriuspatrullen.
Stationen består av ett flertal byggnader och förrådshus och har även ett litet flygfält, Mestersvig Flyveplads, med en grusbana på cirka 1 800 meter.
Militärstationen Daneborg ligger cirka 250 km nordöst om Mestersvig.

## Historia
Kring 1949 började danske geologen Lauge Koch kartlägga området och söka efter naturtillgångar .
Koch upptäckte stora blyfyndigheter och stationen började byggas 1952 samtidigt med flygfältet och hamnen Nyhamn vid kusten .
Åren 1956 - 1963 drevs flera zink- och blygruvor i området vilket sedermera orsakade betydande miljöskador.
Stationen avfolkades kring 1986 och används nu endast som en bas för Siriuspatrullen.
Idag drivs molybdengruvan Malmbjerg Mine i dagbrott cirka 30 km sydväst om Mestersvig .
Fram till 2003 använde Dansk Polarcenter (DPC) och Siriuspatrullen flygfältet för sina transporter till området . Från 2004 flyttade DPC dock sina transporter till Nerlerit Inaat flygfältet (även kallad Constable Pynt Airport) nära Ittoqqortoormiit .